# 小川裕司
小川 裕司（おがわ ゆうじ、1954年5月30日 - ）は、日本の写真家・随筆家。 元日本郵船社員で、日本旅行作家協会会員。東亜大学客員教授。松岡正剛イシス編集学校　千離衆。

## 経歴
1954年5月、愛知県名古屋市に生まれる。1978年に早稲田大学政治経済学部を卒業し、日本郵船に入社。日本郵船ではシンガポール（1990年 - 1995年）、シドニー（2000年 - 2005年）、ソウル（2005年 - 2008年）と海外勤務を経験した。そのうち、シドニー在勤当時に本格的に写真を取り組むようになる。2004年にシドニーの紀伊国屋書店ギャラリーで花の写真展「豪花」を開き、写真家としてデビューした。ソウル時代にはエヌ・エヌ・エー韓国版にコラム「なんせんちょうむ」を連載し、2006年には書籍として出版された。「なんせんちょうむ（生まれて初めて）」をテーマとしたフォトエッセイ展は日韓文化の違いをわかりやすく紹介したものとして2006年に韓国日本大使館公報文化院、仁寺洞にある画廊サムジキル、2007年に国際交流基金ソウル日本文化センターソウルで招待展として開催された。韓国のマスコミにもとりあげられた。また2007年にはソウル市立大学の鄭在貞教授と共同で１年に渡ってエヌ・エヌ・エー韓国版にコラム「なんせんちょうむ（歴史編）」を連載し日韓の歴史のトピックスを広く紹介した。2009年4月に西日本海運代表取締役専務に就任し、北九州市在勤となる。北九州では市内各所の写真を撮影し、2010年に開いた写真展は西日本新聞で紹介された。北九州市では市内各所の写真を撮影し広く全国に紹介する活動を続けている。フォトエッセイ展として2010年に「門司港物語」、2011年に「北九州物語」を発表した。2011年には北九州の工業地帯の「工場萌え」 をテーマにした作品も発表している。2013年から東亜大学の客員教授。専門は異文化コミュニケーション。

## 著書
- 『なんせんちょうむ』エヌ・エヌ・エー、2006年。ISBN 9784901270762。
- 『なんせんちょうむ (2)』エヌ・エヌ・エー、2006年。ISBN 9784901270793。
- 『なんせんちょうむ (3) まだまだ驚きの韓国初体験』エヌ・エヌ・エー、2007年。ISBN 9784901270892。